# Tallusia forficala
Tallusia forficala är en spindelart som först beskrevs av Zhu och Tu 1986.  Tallusia forficala ingår i släktet Tallusia och familjen täckvävarspindlar. Inga underarter finns listade i Catalogue of Life.